# Белозерово (Владимирская область)
Белозерово — упразднённая деревня в Александровском районе Владимирской области России.

## География
Урочище находится в северо-западной части области, в зоне хвойно-широколиственных лесов, на расстоянии примерно 6 километров (по прямой) к юго-востоку от города Александрова, административного центра района. Абсолютная высота — 187 метров над уровнем моря.

### Климат
Климат характеризуется как умеренно континентальный, с умеренно тёплым летом, холодной зимой, короткой весной и облачной, часто дождливой осенью. Среднегодовая температура воздуха — +3,4 °C. Годовое количество атмосферных осадков — 549 миллиметров, из которых большая часть выпадает в тёплый период.

## История
В «Списке населенных мест Владимирской губернии по сведениям 1859 года» населённый пункт упомянут как сельцо Александровского уезда, расположенное при колодцах, в 8 верстах от уездного города. В сельце насчитывалось 13 дворов и проживало 123 человека (61 мужчина и 62 женщины).
По состоянию на 1905 год, в Белозерове имелось 14 дворов и проживало 98 человек. В административном отношении деревня входила в состав Махринской волости.
В советское время входила в состав Елькинского сельсовета Александровского района. Упразднена решением облисполкома № 117 от 3 февраля 1971 года как фактически не существующая.